# 沈寅 (嘉靖丙戌進士)
沈寅（？年—？年），字伯恭，又字公亮，南直隶蘇州府常熟县人。明朝進士、官员。

## 生平
早歲失去双亲，自力读书，善写大字，乡人目为奇童。嘉靖元年（1522年）壬午科順天府鄉試舉人，嘉靖五年（1526年）丙戌科第三甲第九十六名進士，授江西进贤县知县，在任三年，擢升工部主事，卒于家。